# Le più belle truffe del mondo
Le più belle truffe del mondo è un film collettivo in cinque episodi diretti da Claude Chabrol, Jean-Luc Godard, Ugo Gregoretti, Hiromichi Horikawa e Roman Polański.

## Trama

### Episodi

#### La dentiera
- Regia: Hiromichi Horikawa

Tokyo.

#### La collana di diamanti
- Regia: Roman Polański

Amsterdam.

#### Foglio di via
- Regia: Ugo Gregoretti

Napoli.

#### L'uomo che vendette la Tour Eiffel
- Regia: Claude Chabrol

Parigi. Un francese si trova con la macchina in panne davanti alla casa di un ricco tedesco, amante pazzo della Tour Eiffel. Gli annuncia allora che lo stato francese ha deciso di alienare il bene a prezzo corrente della ferramenta e lo invita a Parigi per partecipare alla vendita.

#### Il profeta falsario
- Regia: Jean-Luc Godard

Marrakech.